# Mistrovství světa v atletice 2013 – Ženy 400 metrů překážek
Běh na 400 metrů překážek žen na Mistrovství světa v atletice 2013 se uskutečnil od 12. do 15. srpna. Ve finále zvítězila v novém českém rekordu favorizovaná Zuzana Hejnová, když na druhou a třetí Američanku získala náskok přes 1 sekundu.

## Průběh soutěže

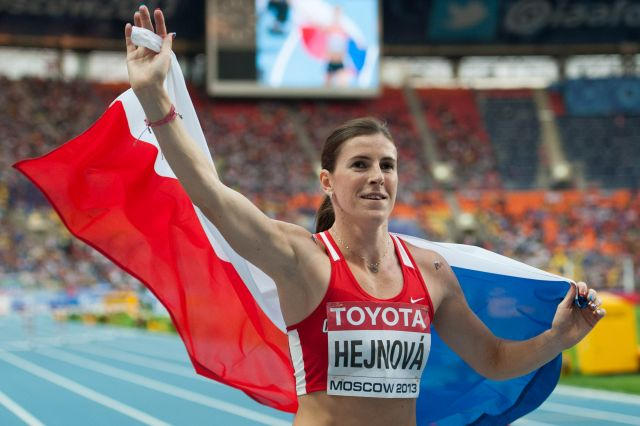
Zuzana Hejnová obíhá stadion po svém finálovém vítězství

Zuzana Hejnová byla před začátkem soutěží velkou favoritkou, protože vyhrála všech 8 předcházejících běhů v této disciplíně, držela nejlepší světový výkon a navíc v předstihu zvítězila v Diamantové lize.
Ve svém rozběhu zvítězila Hejnová suverénně, když závěrečnou cílovou rovinku už jen vyklusávala. I v semifinále neběžela ke konci naplno, přesto jej s přehledem vyhrála.
Soutěže se zúčastnila ještě druhá česká reprezentantka Denisa Rosolová, které skončila v semifinále.

## Výsledky finálového běhu
Finále bylo odstartováno 15. srpna v 20:45 místního času (18:45 SELČ).
| Poř.             | Jméno                   | Země                   | Čas   |
| ---------------- | ----------------------- | ---------------------- | ----- |
| Zlatá medaile    | Zuzana Hejnová          | Česko                  | 52,83 |
| Stříbrná medaile | Dalilah Muhammadová     | Spojené státy americké | 54,09 |
| Bronzová medaile | Lashinda Demusová       | Spojené státy americké | 54,27 |
| 4.               | Hanna Titimecová        | Ukrajina               | 54,72 |
| 5.               | Eilidh Childová         | Spojené království     | 54,86 |
| 6.               | Hana Jaroščuková        | Ukrajina               | 55,01 |
| 7.               | Perri Shakes-Draytonová | Spojené království     | 56,25 |
| 8.               | Nickiesha Wilsonová     | Jamajka                | 57,34 |